# Моисеенко, Анна Антоновна
Анна Антоновна Моисеенко — советский хозяйственный, государственный и политический деятель, Герой Социалистического Труда.

## Биография
Родилась в 1903 году. Член ВКП(б).
С 1916 года — на хозяйственной, общественной и политической работе. В 1916—1954 гг. — крестьянка, колхозница, звеньевая картофелеводческого звена колхоза «Красный сучанец» Будённовского района Приморского края, получила рекордный урожай в 523 центнера картофеля с га.
Указом Президиума Верховного Совета СССР от 23 июня 1950 года присвоено звание Героя Социалистического Труда с вручением ордена Ленина и золотой медали «Серп и Молот».
Избиралась депутатом Верховного Совета РСФСР 3-го созыва, членом Приморского крайисполкома, депутатом Партизанского сельского Совета.